# Opština Vevčani
Vevčani (makedonsky Вевчани) je opština na západě Severní Makedonii. Vevčani je také název vesnice, která je centrem opštiny a jediným osídleným místem v opštině. Nachází se v Jihozápadním regionu.

## Geografie
Na jihu, východě a severu sousedí s opštinou Struga a na západě s Albánií.

## Demografie
Podle sčítání lidu z roku 2021 žije v opštině 2 359 obyvatel. Etnickými skupinami jsou:
- Makedonci - 2 252 (95,46 %)
- Albánci - 14 (0,59 %)
- ostatní a neuvedeno - 93 (0,6 %)